# 막센티우스

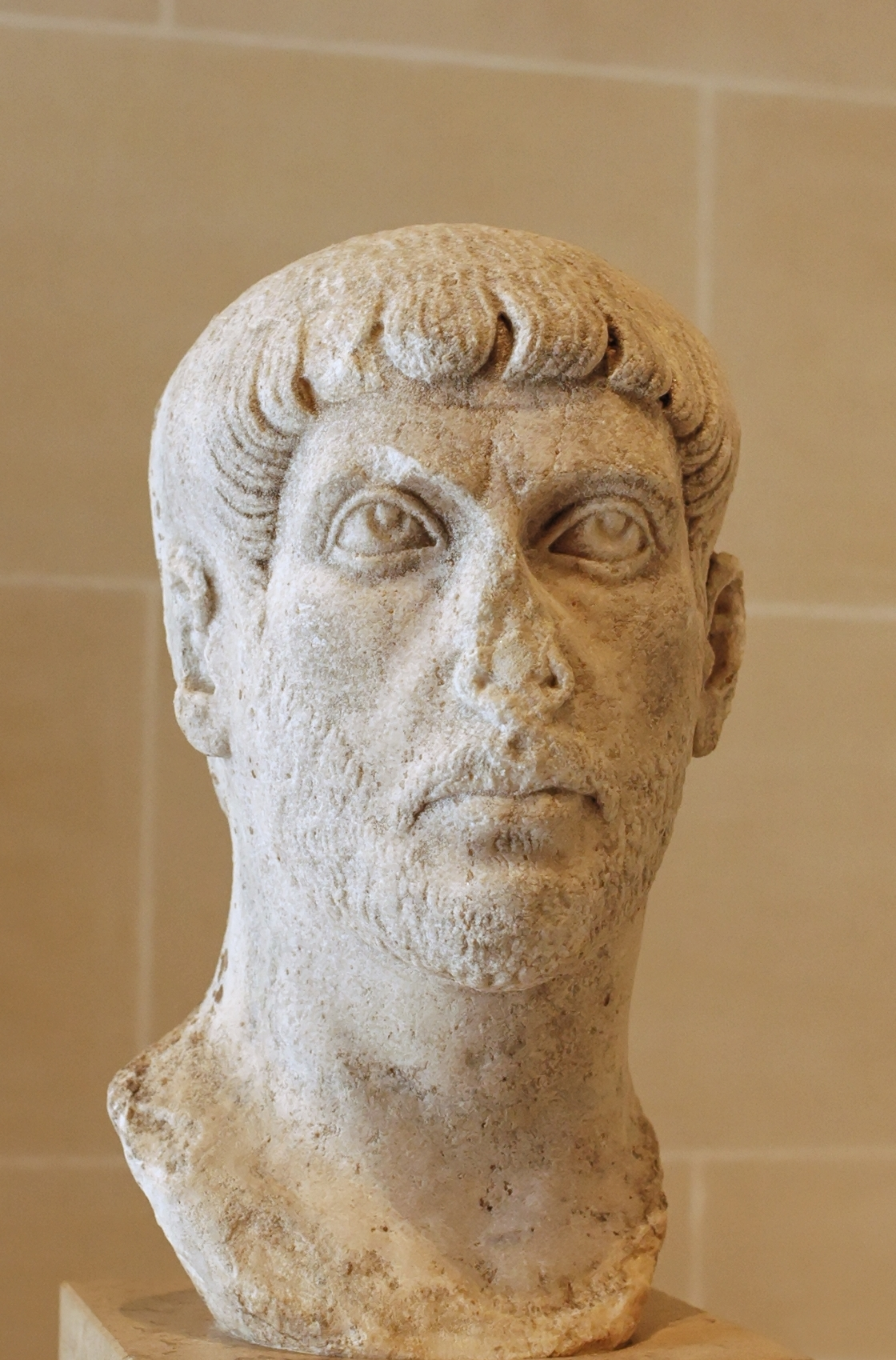
막센티우스

마르쿠스 아우렐리우스 발레리우스 막센티우스(Marcus Aurelius Valerius Maxentius, 278년 추정 - 312년 10월 28일)은 306년부터 312년까지 로마 황제였다. 전임 황제 막시미아누스의 아들이자 제국 동방의 황제 갈레리우스의 사위였다.
305년 아버지 막시미아누스와 디오클레티아누스와 함께 퇴위한 뒤 새로운 사두정치체제에서 부제 자리를 세베루스에게 내주었다. 306년 콘스탄티우스 클로루스가 죽자 콘스탄티누스 1세가 병사들에게 황제로 추대되고 이를 정리하는 과정에서 세베루스가 서방의 정제가 되고 콘스탄티누스 1세가 부제로 정해지자 그동안 소외당했고 세베루스의 정책에 불만을 품은 로마인들은 원로원에서 306년 10월 28일 막센티우스를 황제로 선포했다.
이를 저지하기 위해 307년 2월 세베루스가 군사행동을 개시했으나 아들 막센티우스를 돕기 위해 다시 정치계에 복귀한 막시미아누스가 군사를 이끌고 라벤나에서 이를 격퇴하고 세베루스를 살해했다. 서방의 정제가 없는 상황에서 상황 정리를 위해 전임 황제인 디오클레티아누스, 막시미아누스, 그리고 동방 황제인 갈레리우스가 모여 회합을 가졌고 서방 황제에는 리키니우스를 앉혔다.
이에 불만을 품고 막센티우스는 아버지와 사이가 나빠져서 막시미아누스는 이전에 그가 황제로 지명했던 콘스탄티누스 1세에게 도망갔다. 막센티우스의 관할은 이탈리아·스페인·북아프리카로 비교적 잘 다스렸지만 308년 카르타고에서 알렉산데르가 반란을 일으켜 스스로 황제라고 칭했으며 이에 맞서 싸워서 이겼다. 뒤이어 갈레리우스가 쳐들어오나 아무 소득 없이 물러났고 카르눈툼 수뇌 회담을 거치며 이탈리아, 북아프리카의 지배자 자리를 굳혀 311년에는 북아프리카를 다시 손에 넣었다.
상대적으로 황제의 권위가 약했던 그는 이를 만회하기 위해 대규모 공공사업을 많이 실시하였다. 특히 당시 점차 유명무실해지던 제국의 수도인 로마에 대규모의 건물을 지어 로마 시민의 환심을 샀다. 로마 광장에 아들 로물루스를 위해 신전을 세우고 거대한 바실리카도 지었다.
당시 기독교인들의 기록에는 콘스탄티누스 1세를 상대적으로 부각시키기 위해 그를 폭군처럼 묘사하고 있으나 그는 비록 과거 이교도적인 로마의 영광을 재현하는데 관심이 많고 특히 마르스를 숭배했지만 기독교인들에 대해서도 관용을 베풀었다.
아버지 막시미아누스가 콘스탄티누스에게 죽임을 당한 이후 콘스탄티누스와 막센티우스의 사이는 점차 나빠졌다. 결국 콘스탄티누스는 4만 명의 정예병을 이끌고 알프스를 넘어 이탈리아로 쳐들어왔고 너무나 쉽게 이탈리아 북부와 중부의 여러 도시들이 콘스탄티누스에게 항복했다.
당시 막센티우스는 보병과 기병을 합쳐 19만에 달하는 대군을 거느리고 있었지만 군사 전략을 세우는 데에는 약해 312년 10월 28일 밀비우스 다리 전투에서 전사했고 콘스탄티누스는 강물에서 막센티우스를 건져내어 그의 목을 잘라 장대에 걸고 로마로 입성했다.